# Dobré (district de Rychnov nad Kněžnou)
Pour les articles homonymes, voir Dobré (homonymie).
Dobré (en allemand : Wohlau) est une commune du district de Rychnov nad Kněžnou, dans la région de Hradec Králové, en Tchéquie. Sa population s'élevait à 849 habitants en 2022.

## Géographie
Dobré se trouve à 12 km au nord de Rychnov nad Kněžnou, à 32 km à l'est-nord-est de Hradec Králové et à 132 km au nord de Prague.

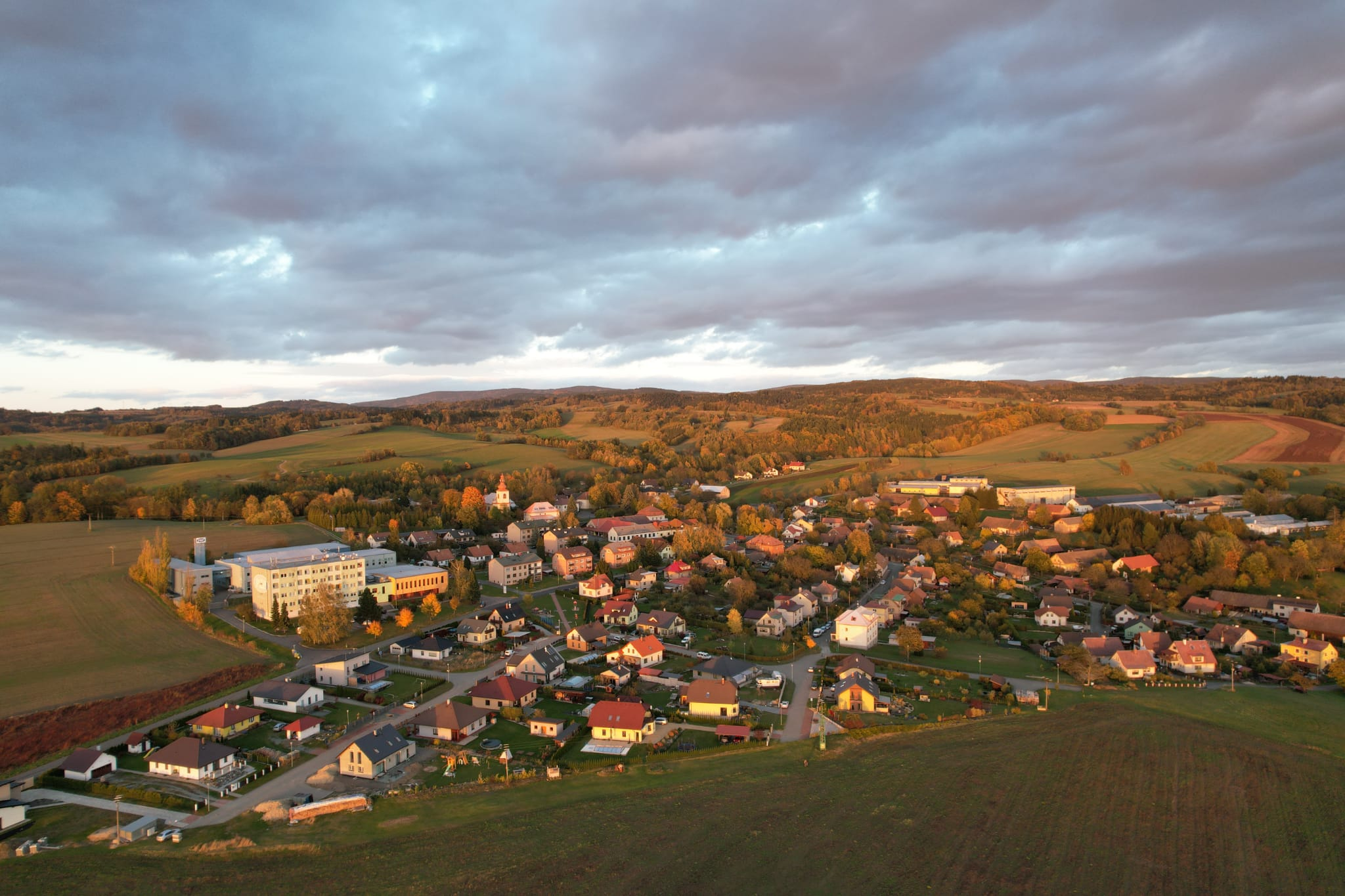
Dobré : vue générale.

La commune est limitée par Kounov au nord, par Deštné v Orlických horách et Osečnice à l'est, par Skuhrov nad Bělou au sud, et par Bílý Újezd, Podbřezí, Dobruška et Bačetín à l'ouest.

## Histoire
La première mention écrite de la localité date de 1367.

## Administration
La commune se compose de six sections :
- Dobré
- Hlinné
- Chmeliště
- Kamenice
- Rovné
- Šediviny

## Galerie

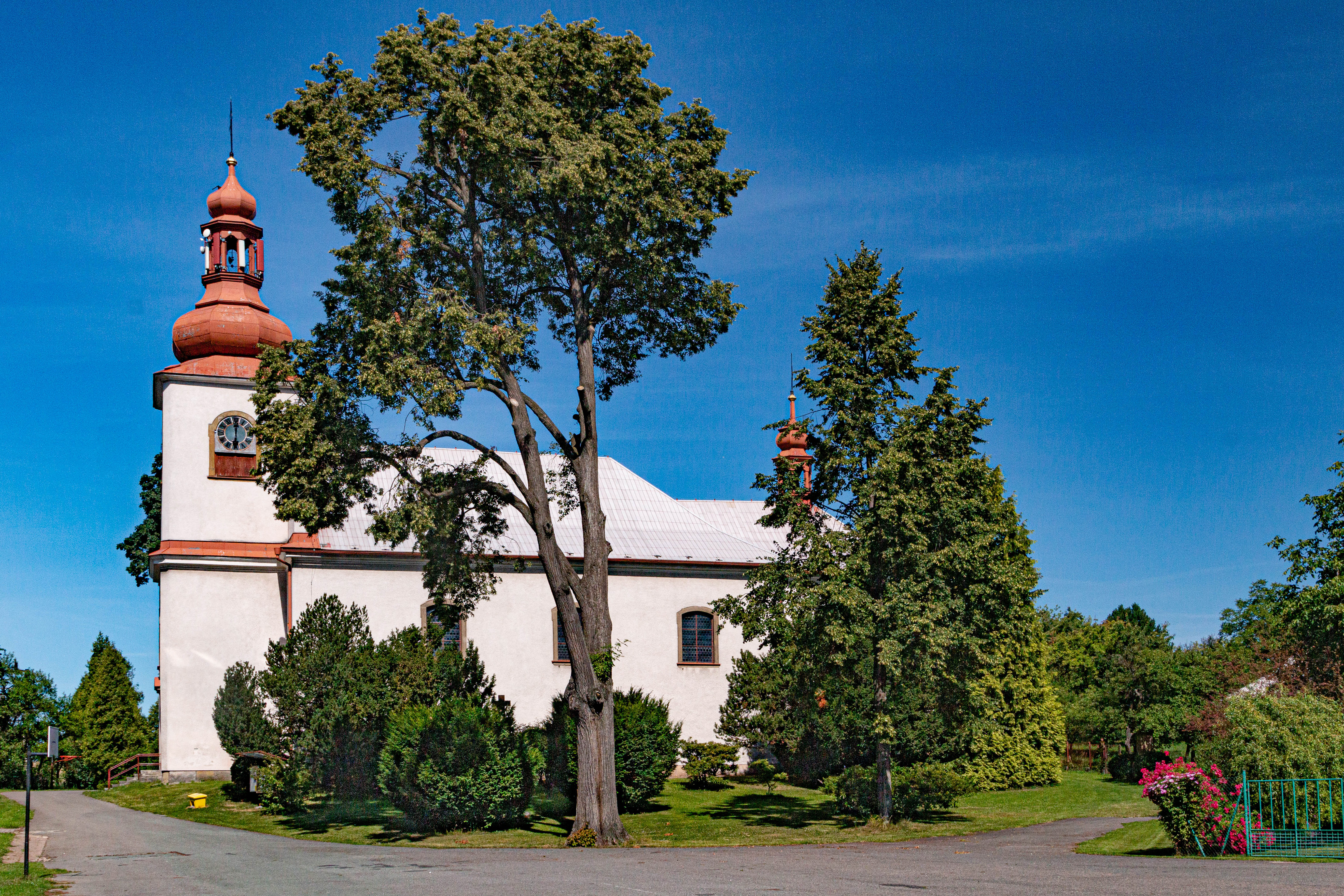
Église Saints-Pierre-et-Paul.
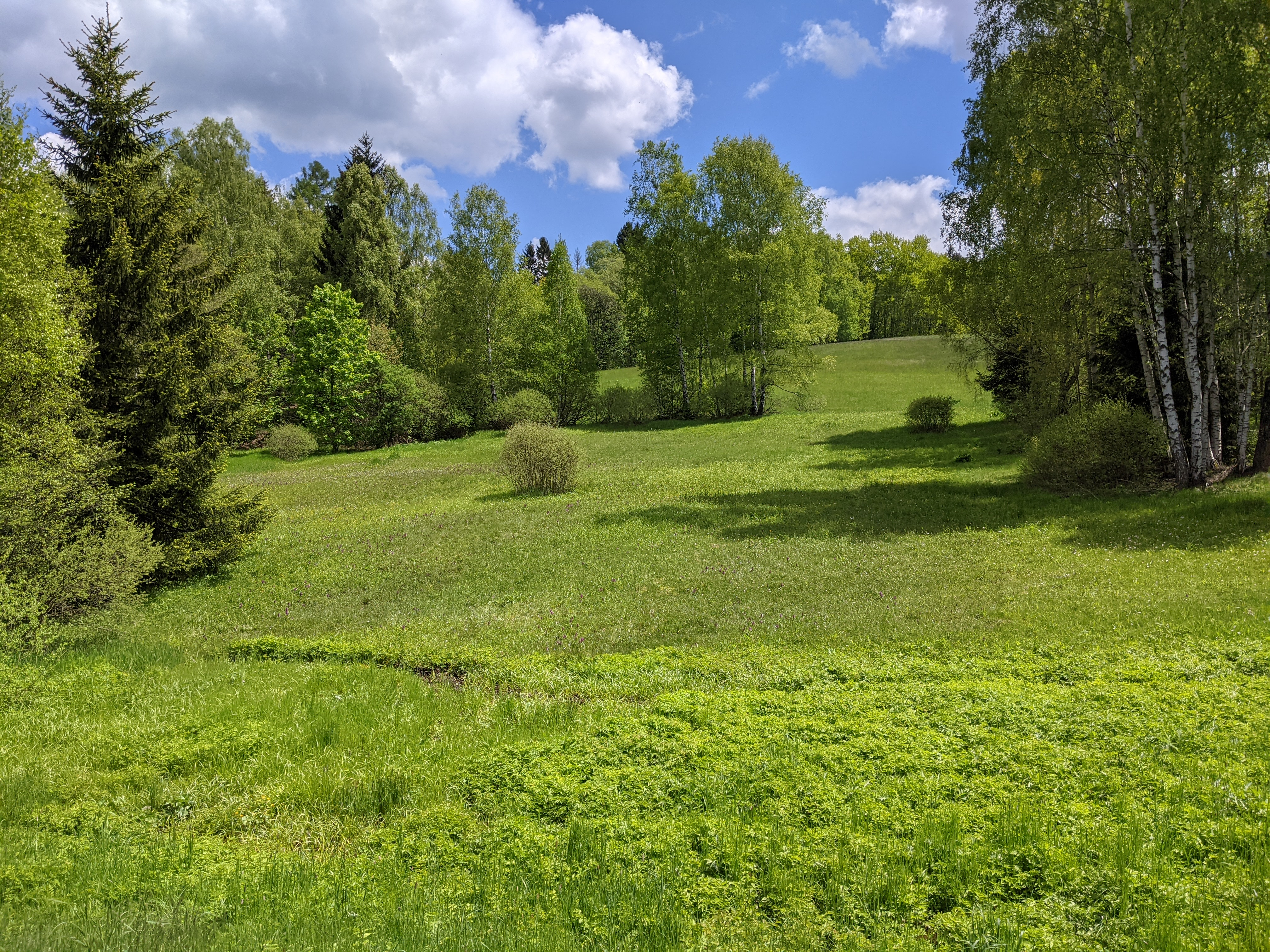
Zone naturelle protégée de Bažiny.

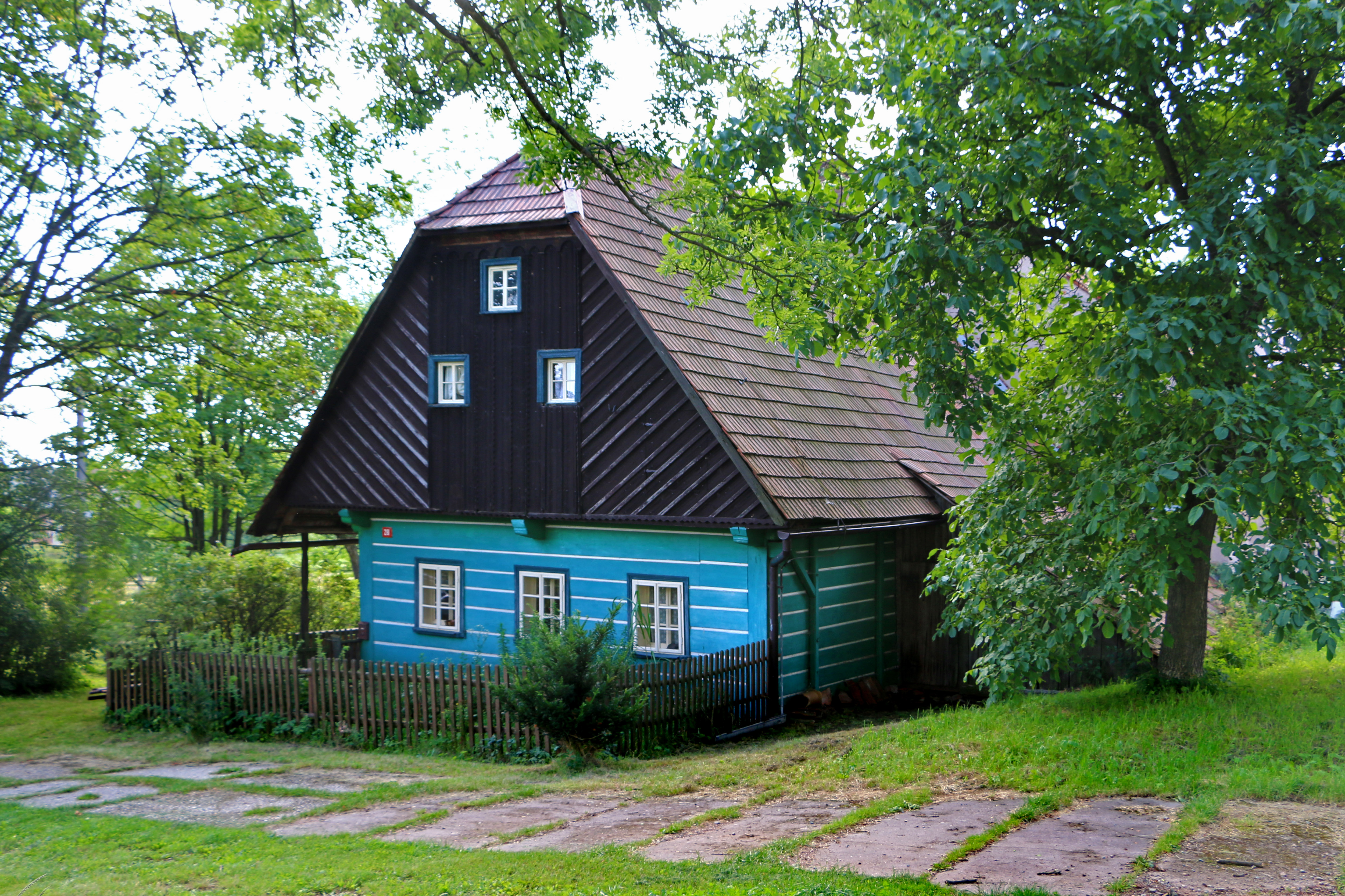
Maison à Rovné.
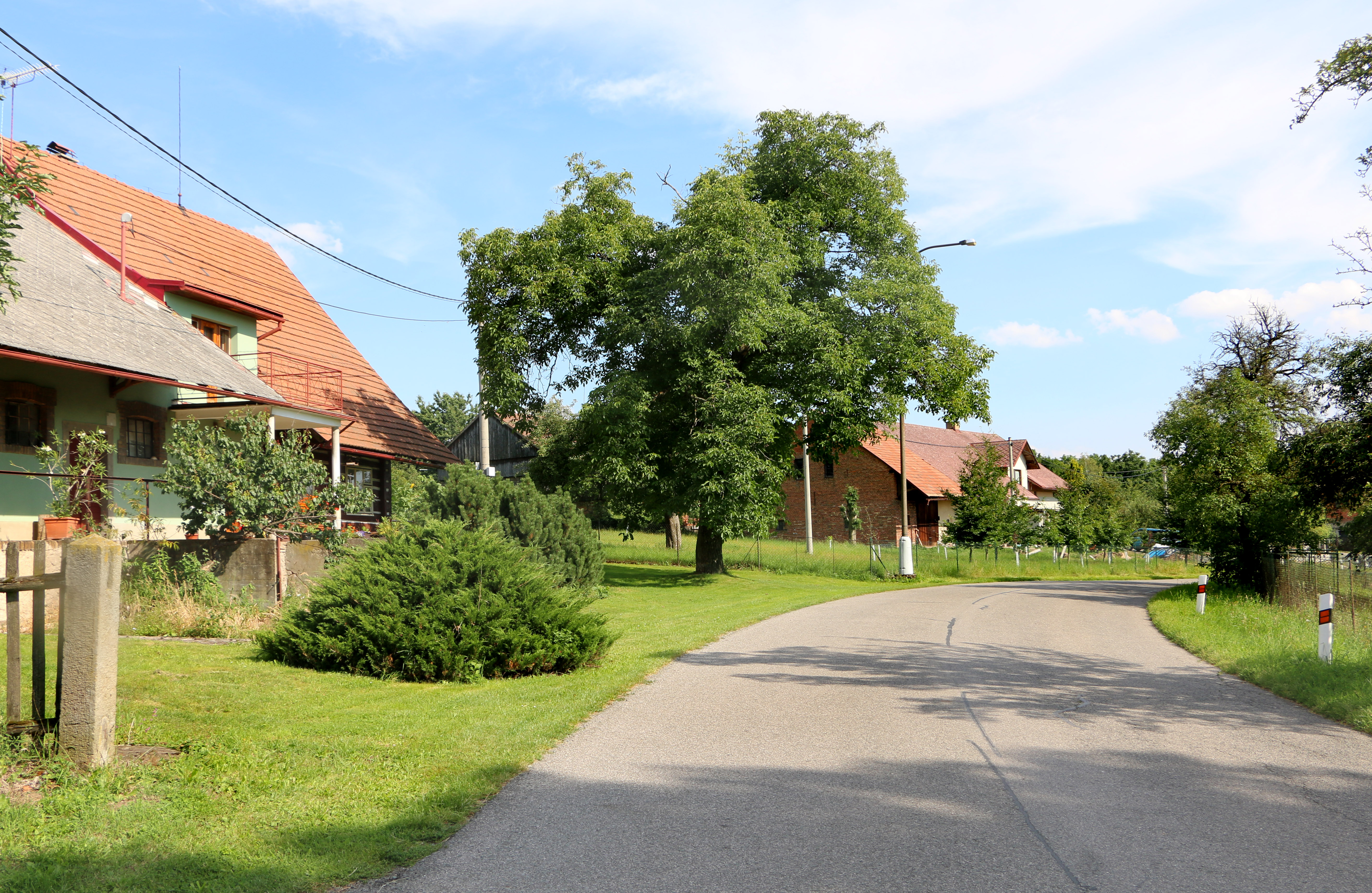
Kamenice : rue principale.

## Transports
Par la route, Dobré se trouve à 10 km de Dobruška, à 15 km de Rychnov nad Kněžnou, à 42 km de Hradec Králové et à 160 km de Prague. 